# Saint Pierre și Miquelon
Saint Pierre și Miquelon (franceză Saint-Pierre et Miquelon) este o colectivitate de peste mări franceză situată în Oceanul Atlantic de Nord, la est de coastele canadiene, în apropiere de Newfoundland.

## Istoric
Insulele sunt printre primele teritorii locuite de către europeni în America de Nord, încă de la începutul anilor 1500. La început, pescari basci utilizau insulele drept locuințe temporare în perioada sezonului de pescuit, iar la mijlocul secolului al XV-lea pe insulă existau rezidenți permanenți.
În secolul al XV-lea și la începutul secolului al XVI-lea atacurile britanice au obligat locuitorii să părăsească insulele, acestea intrând în posesia britanicilor timp de 50 de ani (din 1713 până în 1763). Francezii au recuperat insulele în 1763 și le-au repopulat.
Datorită ajutorului francez dat revoluției americane, britanicii au atacat insulele și au deportat locuitorii francezi. În următorii 38 de ani, atacuri repetate din partea Franței și a Marii Britanii au dus la schimbarea repetată a statutului și la deportarea sau aducerea de locuitori pe insule.
După a doua abdicare a lui Napoleon în 1815 insulele au intrat din nou sub posesiune franceză și, datorită industriei de pescuit înfloritoare, au urmat 70 ani de prosperitate. După sfârșitul secolului al XIX-lea, contextul economic și politic a dus însă la declinul activităților de pescuit .
A existat o scurtă perioadă de boom economic pe insule, perioadă asociată cu regimul de prohibiție din Statele Unite, când  Miquelon și St. Pierre au fost baze importante de trafic de alcool. Sfârșitul prohibiției a însemnat însă începutul unei depresiuni economice.
În timpul celui de-al doilea război mondial, insulele au fost loiale regimului de la Vichy și autoritățile militare canadiene au intenționat de câteva ori să invadeze insulele. Acestea erau folosite ca bază de propagandă radio de către guvernul de la Vichy și se presupunea că erau folosite și de către submarinele germane. Primul ministru canadian nu a aprobat planurile, dar în decembrie 1941, trupele franceze libere, la ordinul generalului Charles de Gaulle, au luat controlul insulelor, fără a întâmpina rezistență și fără a atenționa în prealabil autoritățile americane sau canadiene.

## Sistem politic
Ca orice colectivitate franceză de peste mări, sistemul politic este organizat sub forma unei democrații parlamentare reprezentative. Consiliul general, similar consiliilor generale ale departamentelor franceze, reprezintă autoritatea locală și este format din 19 membri aleși în cele două comune ale colectivității, pe o perioadă de trei ani. Acesta are competențe lărgite în materie de fiscalitate, controlul vămilor, urbanism și spațiu locativ.
Guvernul Franței este reprezentat în teritoriu de un prefect, iar colectivitatea dispune de două locuri în Parlamentul Franței, un deputat și un senator. În insulă se află și un tribunal de primă instanță, un tribunal administrativ și un tribunal superior de apel.
În 1992 a avut loc o dispută cu Canada asupra delimitării Zonei Economice Exclusive din largul insulelor, Franța cerând  conform convenției Națiunilor Unite despre drepturile asupra mării o zonă economică exclusivă de 200 de mile marine. Această cerere intra în conflict cu definiția canadiană a apelor teritoriale, situația fiind cunoscută ca războiul codului (franceză guerre de la morue). O decizie a Curții Internaționale de Arbitraj a încheiat conflictul, aceasta acordând Franței o zonă continuă de 12 mile marine în jurul insulelor, plus o zonă de 24 de mile marine spre vest și un culoar de 10,5 mile marine lărgime și 200 de mile marime lungime spre sud, reprezentând 18% din cererile franceze. Datorită creșterii prețului petrolului și a faptului că a devenit rentabilă exploatarea lui în zone puțin exploatate până acum, o nouă dispută asupra platformei marine poate cauza noi tensiuni între Franța și Canada.

## Geografie

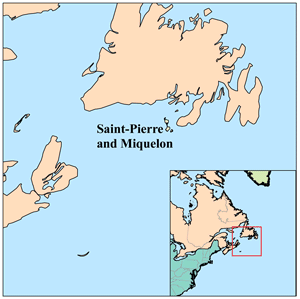
Saint Pierre și Miquelon față de Canada

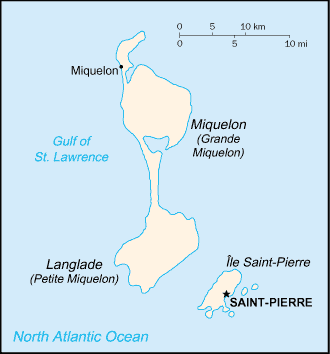
Harta insulelor Saint Pierre și Miquelon

Colectivitatea Saint Pierre și Miquelon este compusă dintr-un arhipelag de 7 insule, cu o suprafață totală de 242 de km², insule joase și erodate (cu o altitudine maximă de 240 de metri), de origine glaciară formate în precambrian și parte a lanțului Apalașilor, cu aspect dur și sălbatic. Arhipelagul conține două insule principale: una mai mică, insula Saint Pierre (26 de km² și o lungime de 8 km de la sud-vest la nord-est) și insula mare Miquelon (216 km² și 80 de km de la nord la sud).
Insula Miquelon este formată din două insule, Miquelon (110 km²), la sud de care se găsește laguna Grand Barachois și insula Langlade (91 de km²), uneori numite Insula Miquelon mare și mică. Din 1783 sunt legate de un istm nisipos, format și datorită numărului mare de nave eșuate în acest loc. Interiorul este ocupat de turbării și de câteva terenuri împădurite. Numele ei provine din denumirea bască pentru Mihai, iar numele insulei Langlade provine de la numele l'île de l'Anglais (Insula Englezului).
În jurul insulei Saint-Pierre se găsesc câteva insule nelocuite: Insula Marinarilor (franceză île aux Marins), Insula Pescărușilor (île aux Pigeons), Insula Învingătorilor (île aux Vainqueurs) și Insula Grand Colombier. Numele insulei Saint Pierre este numele francez al Sfântului Petru, patronul pescarilor. Pe Insula Marinarilor se află un oraș fantomă, cei 700 de locuitori ai acestuia părăsind-ul din anii 1960.
Cele două insule mari sunt separate de un canal cu o lărgime de 6 km străbătut de curenți foarte puternici. Este numit de marinari Gura Iadului, probabil și datorită celor 600 de epave de-a lungul coastelor insulelor. Insula Saint-Pierre se află la 10 km de coastele canadiene, iar insula Miquelon este situată la aproximativ 20 de km de acestea. Insula Verde, situată la limita apelor teritoriale, între Saint-Pierre și Newfoundland nu are suveranitatea bine definită între Franța și Canada.
Climatul este rece și umed, insulele având peste 1.500 de mm precipitații anual și o umiditate de peste 80%. Sunt situate de asemenea la confluența dintre curentele de aer rece arctice și masele de aer oceanice, mai calde. Temperatura medie în timpul iernii este de doar -3 °C, cu temperaturi ce coboară rar sub -10 °C, iar media temperaturilor în timpul verii este de 16 °C, cu numeroase zile cu ceață densă în iunie și iulie.

## Economie
O treime din activitățile insulei sunt gestionate de către stat (administrație, utilități etc.), principala activitate tradițională fiind pescuitul. Agricultura și zootehnia sunt limitate de climă și de existența a doar 70 ha de terenuri arabile. Majoritatea produselor și hranei sunt importate,iar unele materii, precum carburanții, fiind importate în totalitate. Activitatea de aprovizionare maritimă este indispensabilă și este supusă unor crize episodice. Principalele surse sunt Canada și într-o mai mică măsură, Franța.
Cele aproximativ 400 de societăți comerciale se ocupă de pescuit și derivatele sale, construcții, comerț și artizanat. Pescuitul, în principal cel de cod, care a permis dezvoltarea insulelor, este supus puternic cotelor și normelor internaționale. Repararea vapoarelor rămâne o activitate importantă, dar relativ redusă ca amploare. Astfel, se consideră că arhipelagul nu ar putea subzista fără subvențiile directe și indirecte provenite din Franța metropolitană, Saint Pierre și Miquelon fiind considerată o zonă sinistrată economic, cu o rată a șomajului de peste 12% în 1999.
Cu ajutorul guvernului francez se încearcă diversificarea activităților economice, ca de exemplu pescuitul de crabi, ferme piscicole sau turism. Acesta din urmă este un sector ce poate fi dezvoltat, datorită mijloacelor de transport ușor accesibile și este orientat spre turism cultural valorificând istoricul insulelor și al arhipelagului. În prezent se discută situația juridică a platformei maritime pentru eventuale exploatări petroliere sau de gaze naturale.
Lucru unic pentru o comunitate atât de mică, aceasta dispune de o rețea educațională bine dezvoltată, existând inclusiv un liceu, existând posibilitatea de a continua studiile în Franța metropolitană. Insulele aparțin din punct de vedere al organizării educaționale de Normandia de Jos, existând local un inspectorat. Se remarcă, din fericire, o dorință destul de puternică de întoarcere în arhipelag a studenților.

## Demografie
La recensământul din 1999 populația totală era de 6.316 de locuitori. Dintre aceștia 5.618 locuiau în comuna Saint Pierre și ceilalți 697 în comuna Miquelon-Langlade (toți pe insula Miquelon propriu zisă, ultimul locuitor din Insula Langlade decedând în iulie 2006). Cu toate acestea, insula Langlade este utilizată ca reședință de vară de mulți locuitori din Saint Pierre, populația acesteia crescând în unele perioade la peste 1.000 de persoane.
Majoritatea locuitorilor sunt de origine franceză, în principal basci, bretoni sau normanzi (regiuni ale căror steaguri se găsesc pe steagul colectivității), iar limba franceză vorbită de aceștia seamănă cu cea vorbită în Normandia.

## Galerie

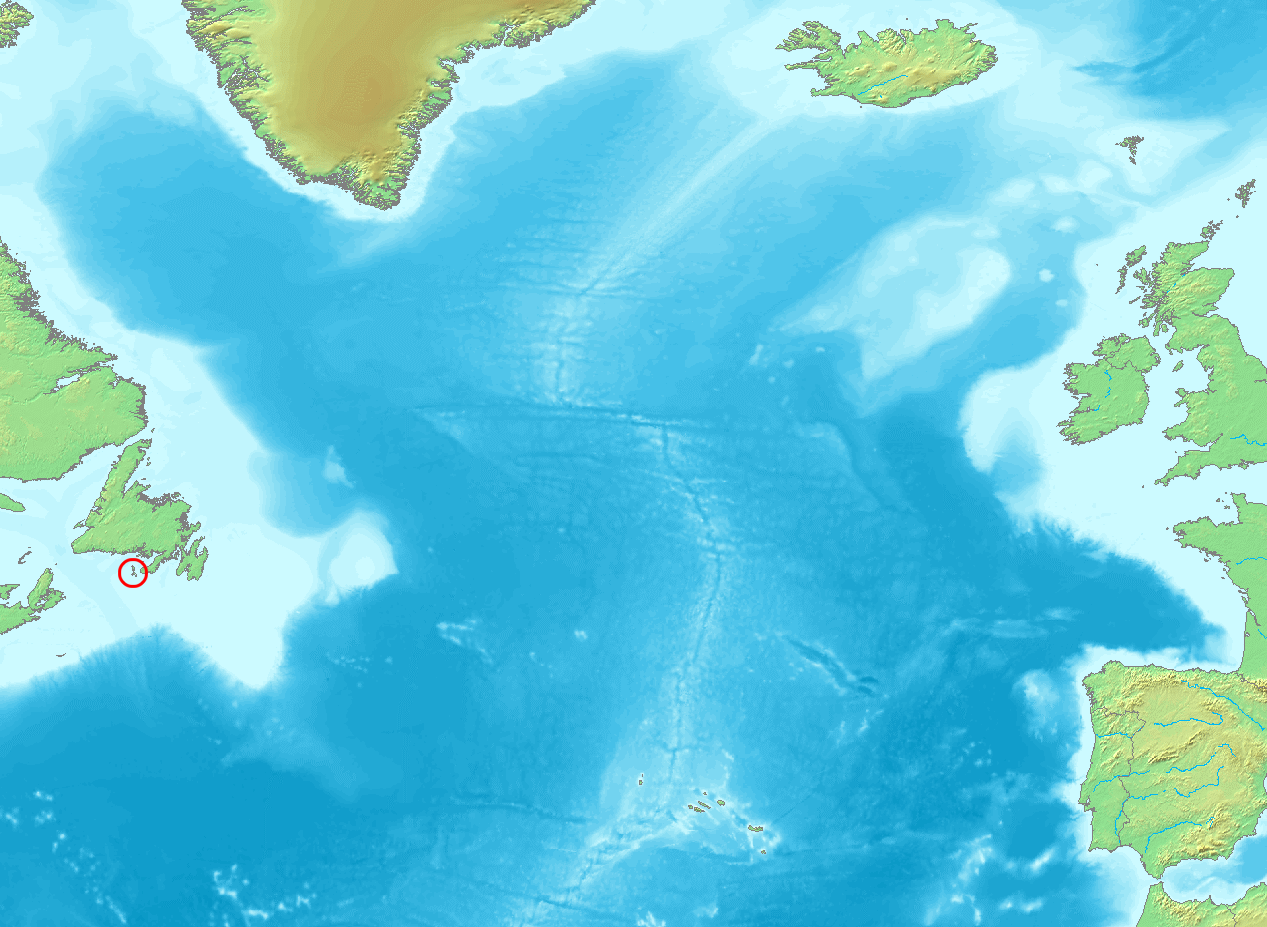
Saint Pierre și Miquelon în Atlanticul de Nord
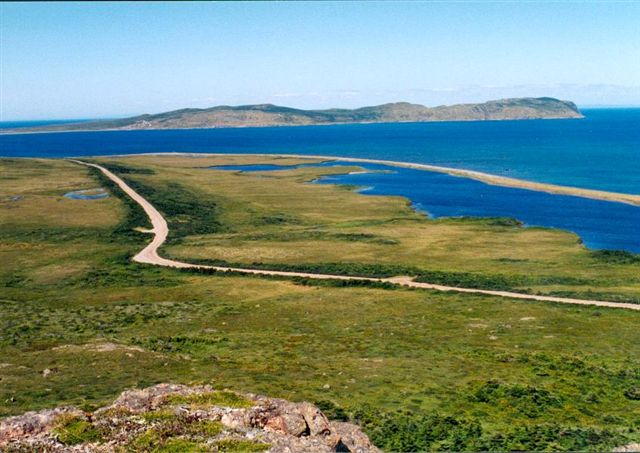
Peisaj din Miquelon
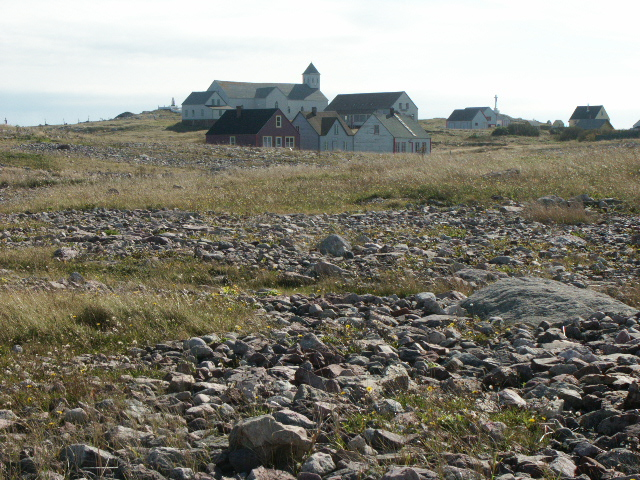
Ile aux marins
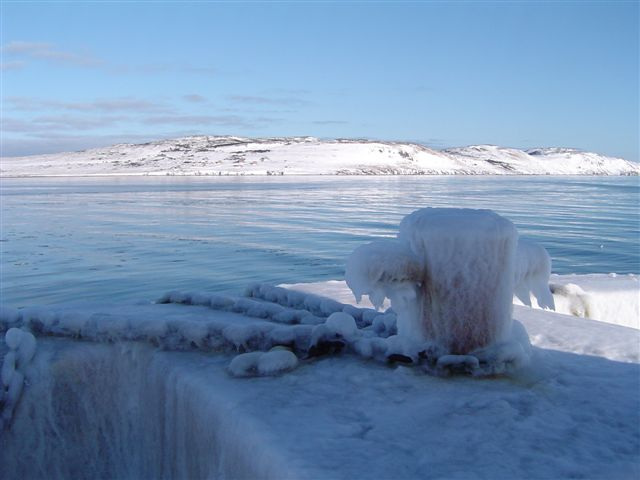
Iarna în Saint Pierre şi Miquelon
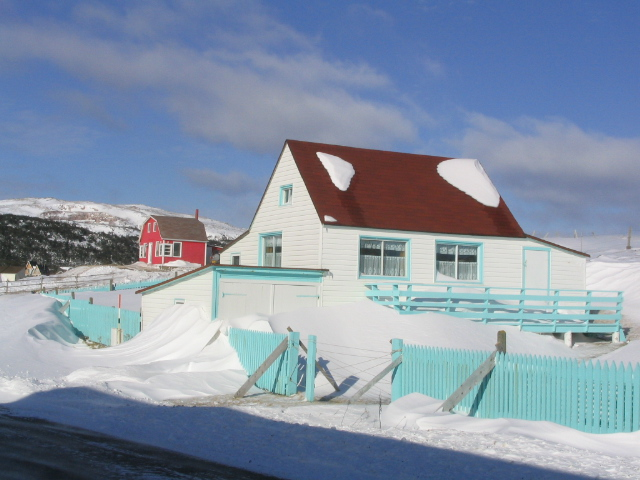
Saint Pierre
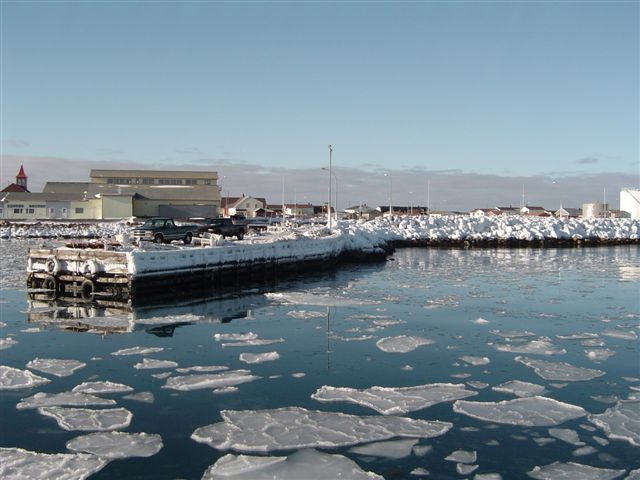
Portul Saint Pierre
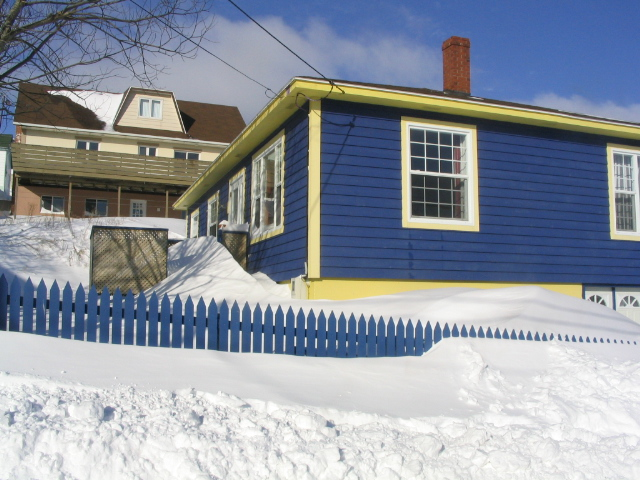
Iarna la Saint Pierre
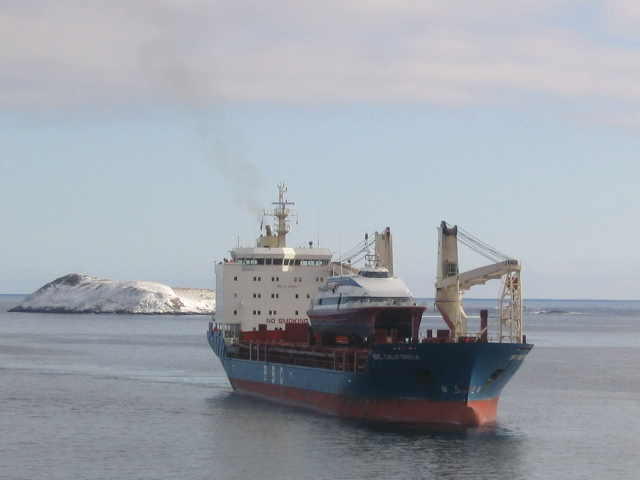
Cargo-ferriul „BBC California” sosește la Saint-Pierre în 2005
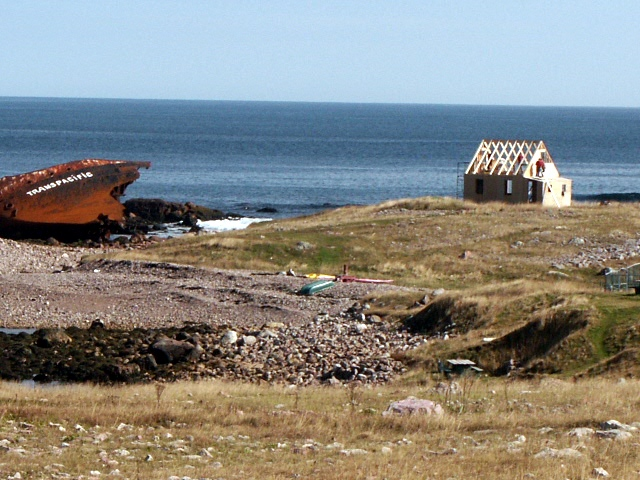
Naufragiu pe coastele insulelor